# Tljaratai járás
A Tljaratai járás (oroszul: Тляратинский район) Oroszország egyik járása Dagesztánban. Székhelye Tljarata.

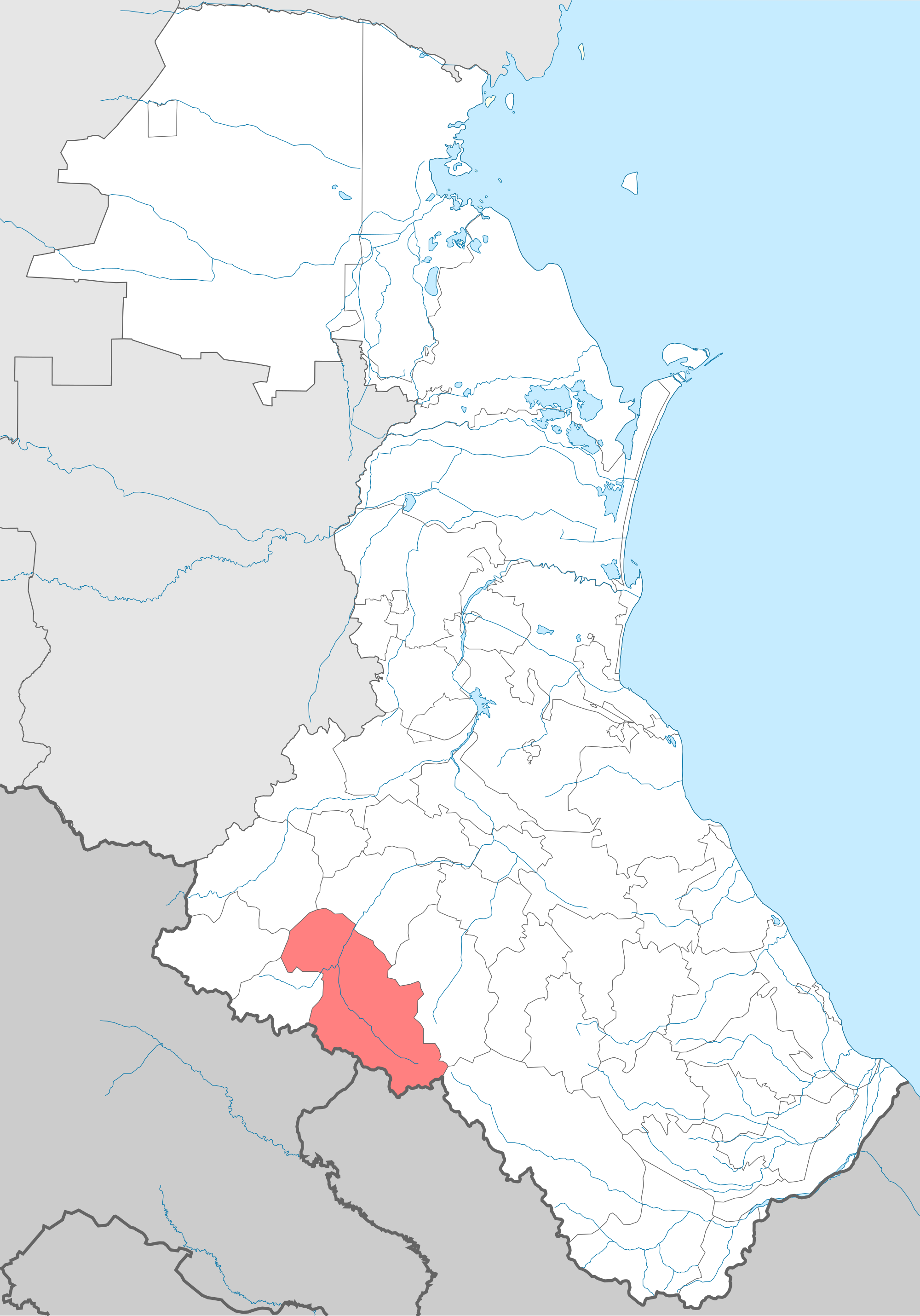
A Tljaratai járás Dagesztánban

## Népesség
- 1989-ben 18 271 lakosa volt, melyből 18 247 avar (99,9%), 9 orosz, 3 lak, 3 lezg, 2 dargin, 2 kumik, 1 agul, 1 csecsen, 1 nogaj.
- 2002-ben 22 108 lakosa volt, melyből 21 903 avar (99,1%), 146 orosz, 9 azeri, 7 dargin, 7 kumik, 6 lezg, 3 cahur, 2 csecsen, 2 tabaszaran, 1 agul, 1 rutul.
- 2010-ben 22 165 lakosa volt, melyből 21 820 avar (98,4%), 11 orosz, 9 dargin, 5 lezg, 4 csecsen, 2 azeri, 2 lak, 1 agul, 1 kumik, 1 nogaj, 1 rutul, 1 tabaszaran.